# Primula frondosa
Espèce
Classification phylogénétique
Primula frondosa est une espèce de plantes à fleurs de la famille des Primulaceae. Originaire de Bulgarie, elle est très rustique.

## Description
- C'est une plante vivace.
- Les feuilles, caduques, forment un rosette. De 5 à 10 cm de long, elles sont spatulées, finement dentées ou lobées, couleur vert moyen, au revers blanc farineux.
- La floraison a lieu de mai à juin. Les légères ombelles sont composées de 20 à 30 fleurs, solitaire ou groupées, aplaties, de 1 à 2 cm de diamètre, de couleur rose lilacé pâle à rouge pourpré, avec un œil jaune.
- La taille est de 15 cm de haut pour 25 cm de diamètre.